# Джулвез (комуна)
Джулвез (рум. Giulvăz) — комуна у повіті Тіміш в Румунії. До складу комуни входять такі села (дані про населення за 2002 рік):
- Іванда (613 осіб)
- Джулвез (1144 особи)
- Край-Ноу (523 особи)
- Рудна (742 особи)

Комуна розташована на відстані 420 км на захід від Бухареста, 30 км на південний захід від Тімішоари.

## Населення
За даними перепису населення 2002 року у комуні проживали 3022 особи.
Національний склад населення комуни:
| Національність | Кількість осіб | Відсоток |
| -------------- | -------------- | -------- |
| румуни         | 2396           | 79,3%    |
| серби          | 327            | 10,8%    |
| цигани         | 175            | 5,8%     |
| угорці         | 72             | 2,4%     |
| німці          | 38             | 1,3%     |
| українці       | 10             | 0,3%     |
| болгари        | 2              | 0,1%     |
| італійці       | 1              | < 0,1%   |

Рідною мовою назвали:
| Мова       | Кількість осіб | Відсоток |
| ---------- | -------------- | -------- |
| румунська  | 2523           | 83,5%    |
| сербська   | 311            | 10,3%    |
| циганська  | 92             | 3,0%     |
| угорська   | 50             | 1,7%     |
| німецька   | 33             | 1,1%     |
| українська | 8              | 0,3%     |
| турецька   | 2              | 0,1%     |
| болгарська | 2              | 0,1%     |

Склад населення комуни за віросповіданням:
| Релігія                                       | Кількість осіб | Відсоток |
| --------------------------------------------- | -------------- | -------- |
| православні                                   | 2580           | 85,4%    |
| п'ятдесятники                                 | 262            | 8,7%     |
| римо-католики                                 | 106            | 3,5%     |
| старообрядці                                  | 17             | 0,6%     |
| реформати                                     | 14             | 0,5%     |
| греко-католики                                | 14             | 0,5%     |
| баптисти                                      | 8              | 0,3%     |
| адвентисти                                    | 7              | 0,2%     |
| лютерани (Синодально-пресвітеріанська церква) | 1              | < 0,1%   |
| не релігійні                                  | 1              | < 0,1%   |